# 日本共産党第7回大会
日本共産党第7回大会（にほんきょうさんとうだいななかいたいかい）は、1958年7月21日から8月1日にかけて中野公会堂および品川公会堂で開催された日本共産党の党大会。六全協の方針を受け継ぎ、党体制の正常化と新たな前進を目指した。

## 概要
第6回大会との継続性をもたせるため、第6回大会選出の役員と、6全協選出の役員との合同で準備がおこなわれた。
党大会の準備過程で、討論誌「団結と前進」が刊行され、1957年に起草された党章草案（大会議案とされた、綱領と規約をあわせたもの）や、党の路線について幅広い議論が行われた。主な議論は宮本顕治に代表される「反帝・反独占の民主主義革命」論と、春日庄次郎に代表される「構造改革・社会主義革命」論の間で交わされた。
だが、スターリン主義を根底的に批判し、トロツキー主義の立場から党章草案を批判した沢村義雄（大屋史朗。他に筆名で「西京司」。党京都府委員）の「レーニン主義の綱領のために」は、関西地方委員会の機関誌のみに掲載され、「団結と前進」には掲載されなかった。
第7回党大会では、党綱領は継続審議となり、当面の行動綱領と規約が採択された。大会後の第1回中央委員会総会では野坂参三が中央委員会議長に、宮本顕治が中央委員会書記長に選出された。